# Porumbești (gmina w okręgu Satu Mare)
Porumbești – gmina w Rumunii, w okręgu Satu Mare. Obejmuje miejscowości Cidreag i Porumbești. W 2011 roku liczyła 2530 mieszkańców.